# 奧馬·尼亞斯
奧馬·尼亞斯（法語：El Hadji Baye Oumar Niasse，1990年4月18日—），塞內加爾的職業足球運動員，司職前鋒、翼鋒，現效力於英甲球隊莫克姆。
2012年2月奧馬·尼亞斯到白蘭恩試腳，H試腳期到2月20日，奧馬·尼亞斯得到6個月租借合約，之後球會可選擇他返回塞內加爾或正式簽約2年半。可惜由於受傷，沒有太多出場時間。
返回塞內加爾後，2013年8月簽約阿克希薩爾。
2014-15球季前，以5.5m轉會至莫斯科火車頭。
2016年2月1日愛華頓以13.5m把其收購，其驚人的表現令球迷冠以「馬天尼斯最佳收購」之稱。
2017年1月13日被租借至侯城。

## 榮譽
US Ouakam
- 塞內加爾超級足球聯賽: 2011

莫斯科火車頭
- 俄羅斯盃: 2014–15